# Meisterfamilie
Die Meisterfamilie war vom Mittelalter bis zum Beginn der Industrialisierung eine Arbeits- und Lebensform im Handwerk.
Die Ausbildung zum Gesellen im Rahmen der Zünfte oder Gaffel erfolgte in den Haushalten der Meister. Bis zu seiner Gesellenprüfung lebte und arbeitete der Lehrling zusammen mit der Familie des Meisters.

## Alltag
Die Lehrlinge kamen meist im Alter von etwa 14 Jahren in den Meisterbetrieb und blieben dort bis zu sieben Jahre, bevor sie die Gesellenprüfung ablegten und sich auf Wanderschaft begeben mussten. Sie lebten im Haushalt der Meisterfamilie und teilten wie Familienangehörige den Alltag, aber auch den Kirchgang mit ihr, mussten jedoch gleichzeitig neben dem Lernen in der Werkstatt auch im Haushalt Aufgaben eines Knechts (Putzen, Lasten tragen, Kinderbetreuung) erfüllen.

## Industrialisierung
Im 18. Jahrhundert verloren die alten Meisterbetriebe des Handwerks mit den aufkommenden Manufakturen und Fabriken zunehmend an Bedeutung, die Zünfte verloren ihre Macht und wurden um die Wende zum 19. Jahrhundert in ihrer aus dem Mittelalter stammenden Form abgeschafft. Gleichzeitig waren die vom Land in die Industriestädte strömenden, immer noch sehr jungen Arbeiter in keine familienähnlichen Beziehungen eingebunden, auch die Bindung zur Religion wurde schwächer.
Als Gegenbewegung bildeten sich im frühen 19. Jahrhundert Vereinigungen der jungen Arbeiter. 1845 kam der katholische Priester Adolph Kolping, der selbst in Köln ab dem 13. Lebensjahr eine Schusterlehre absolviert hatte, in das durch den Bevölkerungsboom jener Zeit besonders überbevölkerte Elberfeld. Erschreckt durch das große Elend der jungen Arbeiter, gründete er 1846 einen Junggesellenverein, dem zahlreiche weitere Gesellenhospize folgten, die den jungen Männern ersetzen sollten, was früher durch die Meisterfamilie geleistet wurde.
Den Begriff Meisterfamilie griff 1880 Friedrich von Bodelschwingh wieder auf. In den von ihm gegründeten Bodelschwinghschen Anstalten schuf er eine ähnliche Form des Zusammenlebens von Handwerksmeistern und den in der Anstalt lebenden Behinderten, Gesellen und Lehrlingen. Im Laufe der Zeit bekam jeder Handwerksbetrieb ein eigenes Haus, in dem eine Meisterfamilie mit etwa 10 bis 16 Behinderten, Lehrlingen und Gesellen lebte und arbeitete. Ab etwa 1911 erfolgte die Umbenennung in „Anstaltsfamilie“.

## 20. Jahrhundert
Heute bezeichnen sich auch Meisterbetriebe mit langer und anhaltender Familientradition als Meisterfamilie.